# Artour Draptchinski
Artour Draptchinski (en biélorusse : Артур Драпчинский) est un joueur biélorusse de volley-ball né le 1er février 1992. Il mesure 1,96 m et joue réceptionneur-attaquant. Il est international biélorusse.

## Palmarès
- Championnat de Biélorussie :
  - Champion : 2017, 2018.
  - Vice-champion : 2009, 2013, 2014.
- Coupe de Biélorussie :
  - Finaliste : 2018.
- Supercoupe de Biélorussie :
  - Finaliste : 2018.